# John Soliano
John R.E. Soliano (Rincon, 1972) is de vierde gezaghebber van Bonaire sinds het eiland een openbaar lichaam van Nederland werd. Hij trad op 1 augustus 2024 in functie.

## Leven en werk
John Soliano is geboren en getogen in Rincon. Na het behalen van zijn havodiploma ging hij naar Nederland om personeel en arbeid te studeren aan de Hogeschool West-Brabant. Hij studeerde af voor zijn master of arts in Managing Human Resources aan de University of the West of England. Hij is gecertificeerd trainer en spreker.
Soliano begon zijn carrière in de particuliere sector en werkte onder meer 6 jaar als manager bij Orco Bank Bonaire en was van 2012 tot 2016 directeur verantwoordelijk voor de reorganisatie van Bonaire Holding Company (BHM). In de utiliteitssector heeft hij vervolgens diverse functies vervuld als interim manager en human resources manager bij Telbo N.V., het Bonairiaanse telecombedrijf en WEB N.V., het Water- en Energiebedrijf Bonaire. Van 2022 tot 2024 was hij zelfstandig adviseur op het gebied van personeelsmanagement, organisatieontwikkeling, leiderschap en corporate governance en werd per 19 maart 2024 benoemd tot directeur bestuur en ondersteuning bij het Openbaar Lichaam Bonaire.
Op 1 januari 2024 nam Soliano de rol op zich van voorzitter van de Raad van Commissarissen van pensioenfonds Vidanova. Sedert eind jaren negentig is hij actief in het bestuur van SPU (Stichting Pensioenfonds Utiliteitsbedrijven), de voorloper van Vidanova dat destijds exclusief bedoeld was voor medewerkers van nutsbedrijven van de voormalige Nederlandse Antillen.
Soliano is met ingang van 1 augustus 2024 benoemd tot gezaghebber van Bonaire als opvolger van Edison Rijna, die in april 2023 aftrad. Waarnemend gezaghebber R. (Nolly) Oleana was gedurende de interimperiode van ruim een jaar plaatsvervangend gezaghebber.